# Christian Løffler (arkitekt)
 Der er flere personer med dette navn, se Christian Løffler (fotograf).
Johan Christian Valentin Løffler (30. maj 1757 i København – 31. oktober 1807 i Klynge, Tillitse Sogn) var en dansk arkitekt og landmåler, bror til Conrad Friedrich Løffler.
Han var søn af maleren Ernst Heinrich Løffler og Susanne Christiane født Marr, besøgte Kunstakademiet i årene 1772-81, vandt den lille sølvmedalje 1775, den store sølvmedalje samme år, den lille guldmedalje 1779 og den store guldmedalje 1781 (alle disse arbejder er forsvundet). Han var således meget lovende som arkitekt, men beskæftigede sig mere med landmåling. Løffler var assistent hos landinspektør Vitus Edinger somrene 1779, 1780 og fik bestalling som landmåler 23. april 1781 og arbejdede i Jylland.
I 1790 ansøgte Løffler Akademiet om et rejsestipendium til udlandet, fik derpå til opgave at udarbejde et projekt (nu forsvundet) til et rådhus i København, men Akademiet fandt ikke projektet tilstrækkeligt godt. Hans arbejde var blevet overtaget af andre, og derfor fik han dog af Rentekammeret lov til at opmåle nogle få skovdistrikter på Sjælland og fik 1800 Akademiets anbefaling til stillingen som branddirektør. I 1803 søgte han forgæves at blive konduktør eller opsynsbetjent ved Christiansborg eller Rådhuset. Ifølge et brev fra en yngre slægtning 1896 rejste Løffler til Dansk Vestindien. 